# Saga dos Gutas

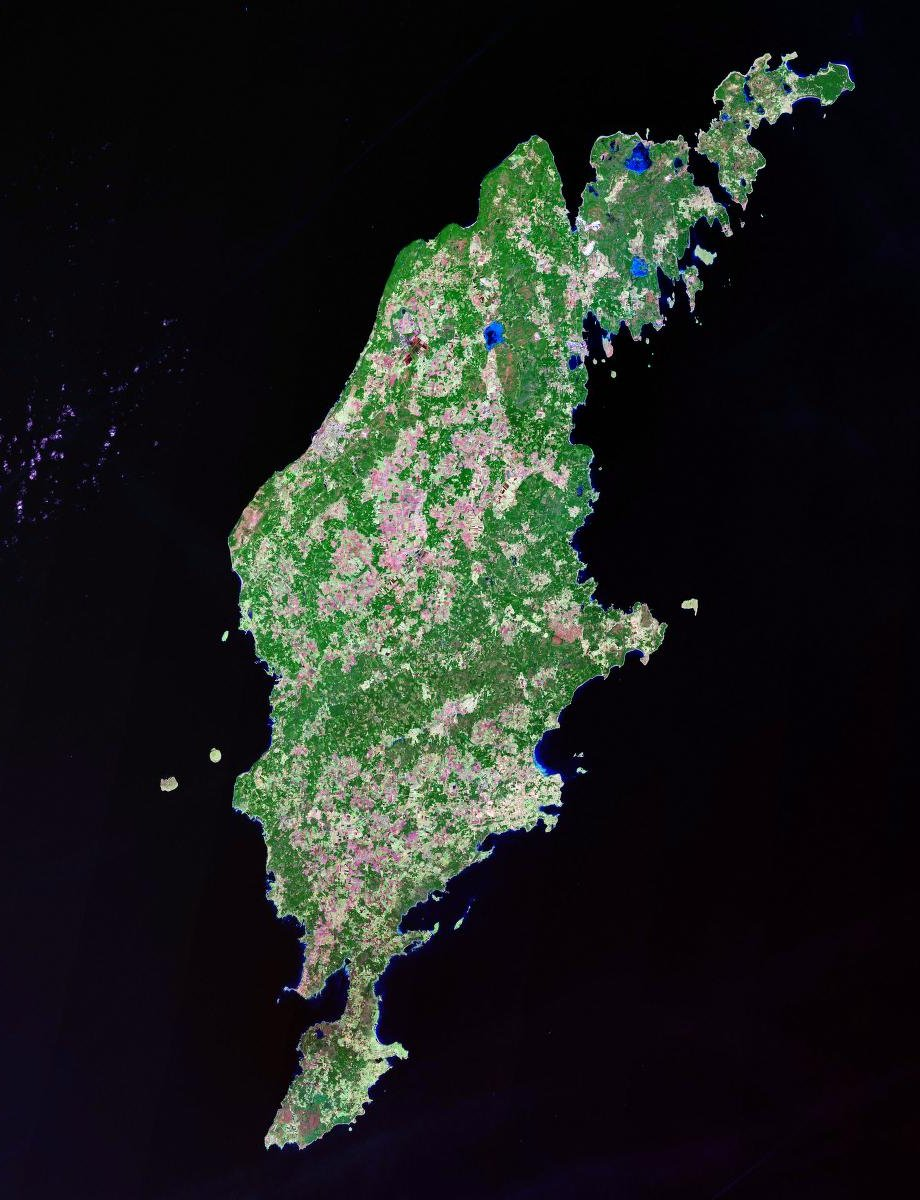
Gotlândia - Landsat

A Saga dos Gutas ou Saga da Gotlândia – em sueco Gutasagan – é um texto do século XIII que conta a história da ilha da Gotlândia, com ênfase para as relações com o rei da Suécia e o bispo de Linköping.

Foi redigida em gútnico antigo, em oito páginas no final do manuscrito da Lei da Gotlândia – Gutalagen.
O nome Gutasagan foi-lhe atribuído no século XIX.
O único exemplar preservado está datado para c. 1350, e guardado na Biblioteca Nacional da Suécia.

A saga conta, entre outras coisas, a história de uma migração dos Gutas, devido à falta de alimentos para uma população em crescimento. Em cada 3 homens, 1 teria tido que abandonar a ilha, levando todos os seus haveres menos a sua terra. Depois de terem passado pela ilha de Fårö, teriam chegado à ilha de Dagö, na Estónia. E uma vez na terra firme, teriam continuado remando e subindo o rio Daugava, através da Rússia, até terem chegado à Grécia. Graças à generosodade do rei local, teriam podido lá ficar para sempre, e teriam sido muito felizes.